# Гангнихессу
Гангнихессу (Ганье Хессоу) — первый из «двенадцати королей Дагомеи», африканского королевства, которое было расположено на территории современного Бенина. О нём известно очень мало, и большая часть этого связана с фольклором, но утверждается, что в 1620 он поселил большую этническую группу Аджа из Аллады в Абомее. Его сын Дакодону со временем построил дворец и начал формировать Королевство Дагомея.
Согласно преданиям, Гангнихессу происходил из династии, которая в XVI веке пришла из Тадо на реке Моро, места расположенного на территории современного Того, в Алладу, чтобы стать королями Большой Ардры. Он был один из четырех братьев. Один из них стал королём Большой Ардры и после его смерти территория была разделена между тремя братьями. Таким образом кроме Большой Ардры и Малой Ардры появилась Дагомея.
Считается, что Гангнихессу стал королём в 1620 году и был свергнут его братом Такудону во время его путешествия по королевству.
Его сын (или внук в некоторых версиях) Дакодону стал основателем дворца и королевства Дагомея около 1640 года, победив местного вождя. Антрополог Дж. Кэмерон Монро утверждает, что родословная связь с королевской семьей в Алладе, вероятно, возникла позже, и использовалась для узаконивания завоевания Аллады и других аспектов, таких как соперничество Дагомеи с Порто-Ново.